# Vulpix
Vulpix is een fictieve Pokémonsoort. Het is kleine Pokémon die eruitziet als een vos.
Vulpix bestaat in twee vormen. De oudste, die al sinds de eerste generatie Pokémon bestaat, is een rode vos. Deze Pokémon is een vuurtype. De andere is een witte vos, die een ijstype is.
Vulpix’ naam komt van "vulpes", wat Latijn is voor vos. Het laatste deel kom van "six", omdat deze Pokémon zes staarten heeft. Vulpix kan op ieder niveau evolueren in Ninetales. Hiervoor is in de spellen een speciaal voorwerp nodig, afhankelijk van de vorm een vuursteen of ijssteen. 
In de spin-off Pokémon Mystery Dungeon is Vulpix een van de Pokémon die in het begin gekozen kan worden. 